# Evan Marble
Evan Marble (* 9. Oktober 1972 in Eston, Saskatchewan) ist ein ehemaliger kanadischer Eishockeyspieler, der in der Deutschen Eishockey Liga für die Kassel Huskies, den EV Landshut und die Adler Mannheim spielte.

## Spielerkarriere
Der 1,81 m große Verteidiger begann seine Karriere bei verschiedenen Teams in der kanadischen Juniorenliga WHL, bevor er zur Saison 1997/98 zu den Kassel Huskies in die Deutsche Eishockey Liga wechselte. Allerdings absolvierte Marble dort nur drei Spiele und kehrte zunächst nach Nordamerika zurück. 1998 wechselte er dann erneut nach Deutschland, diesmal zum EV Landshut.
Nach einer Spielzeit unterschrieb der Abwehrspieler einen Vertrag beim VEU Feldkirch aus der Österreichischen Bundesliga, beendete die Saison dann aber beim Deutschen Meister Adler Mannheim, mit denen er das Play-off-Viertelfinale erreichen konnte. Doch schon nach der Spielzeit verließ er die Mannheimer wieder, auch bei seinen folgenden Arbeitgebern schaffte es Marble nicht, einen Stammplatz zu erringen, sodass er es niemals auf mehr als 25 Saisonspiele für eine Mannschaft brachte.
Seine Karriere beendete Evan Marble schließlich 2005 beim italienischen Zweitligisten HC Eppan. Nach seinem Karriereende als Aktiver wurde Marble als Scout tätig.

## Erfolge und Auszeichnungen
- 1989 President’s-Cup-Gewinn mit den Swift Current Broncos
- 1989 Memorial-Cup-Gewinn mit den Swift Current Broncos
- 1997 Spengler-Cup-Gewinn mit dem Team Canada

## Karrierestatistik
(Legende zur Spielerstatistik: Sp oder GP = absolvierte Spiele; T oder G = erzielte Tore; V oder A = erzielte Assists; Pkt oder Pts = erzielte Scorerpunkte; SM oder PIM = erhaltene Strafminuten; +/− = Plus/Minus-Bilanz; PP = erzielte Überzahltore; SH = erzielte Unterzahltore; GW = erzielte Siegtore; 1 Play-downs/Relegation; Kursiv: Statistik nicht vollständig)